# 同安國民小學
同安國民小學，全稱彰化縣芬園鄉同安國小，位於臺灣彰化縣芬園鄉，乃該鄉之縣立國民小學，另設有安山分校。

## 歷史[1]
- 1922年：4月1日自芬園公學校增設同安寮分教場，時任日籍校長為內村英藏。
- 1941年：4月1日獨立為同安寮國民學校。
- 1950年：改稱彰化縣同安國民學校。
- 1953年：增設安山分校。
- 1961年：增設大竹分校，1964年該分校更名成文德分校（於1969年獨立成為今彰化縣芬園鄉文德國民小學）。
- 1968年：6月1日因實施九年國民義務教育，校名改成彰化縣芬園鄉同安國民小學。
- 2015年：芬園鄉同安國民小學安山分校自104學年度起整併至同安國民小學。

## 軼事
曾因少子化問題，加上分校學區內的新社區增加，2012年曾發生本校僅30名學生、分校卻有51名學生的狀況。